# Dora Schlatter (Schriftstellerin)

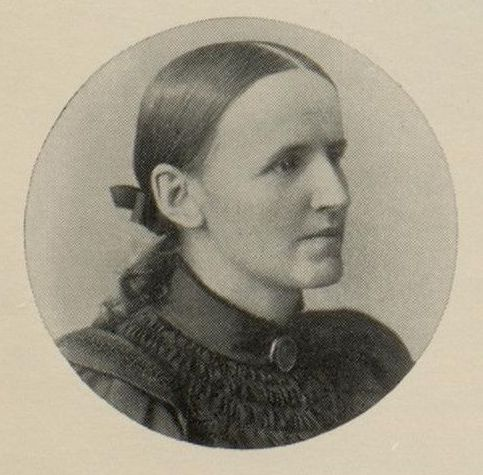
Dora Schlatter

Dora Schlatter (auch Dora Schlatter-Schlatter; * 10. September 1855 in St. Gallen; † 24. April 1915 ebenda) war eine Schweizer Pädagogin und Schriftstellerin. 

## Leben und Wirken
Dora Schlatter war eine Tochter des Kaufmannsehepaars Stephan und Wilhelmine Schlatter sowie eine Enkelin der bekannten Erweckungschristin Anna Schlatter. Zu ihren sieben Geschwistern gehörte der Neutestamentler Adolf Schlatter. Sie arbeitete ab 1875 als Lehrerin an der Neuen Mädchenschule in Bern. Anfang der 1880er Jahre kehrte sie nach St. Gallen zurück, um sich als Schriftstellerin zu betätigen. 1883 heiratete sie den Architekten Salomon Schlatter, einen entfernten Vetter.
Schlatter veröffentlichte überwiegend Erzählungen, meist für Kinder und Jugendliche, aber auch Gedichte und Lieder, Biografien (unter anderem von ihrer Großmutter Anna und von ihrem Vater, aber auch von Marie Kurz, Jane Welsh Carlyle, Ottilie Wildermuth u. a.) sowie Ratgeber für Frauen. Alle Veröffentlichungen sind von ihrem pietistischen Hintergrund geprägt und erreichten eine große Verbreitung mit Auflagen bis ins 21. Jahrhundert.
Sie ist nicht zu verwechseln mit ihrer Nichte Dora Schlatter (1890–1969), einer Tochter von Adolf Schlatter, die Mitglied der Beratenden Landesversammlung des Landes Württemberg-Hohenzollern 1946/47 war, und ihrer Großnichte Dora Schlatter († 1997), einer Tochter von Adolfs Sohn Theodor Schlatter (1885–1971), die seit 1950 mit dem Theologen Leonhard Goppelt verheiratet war.

## Schriften (Auswahl)
- Heimweh. Gesammelte Lieder. St. Gallen 1889.
- Was kann eine Mutter ihre Kinder lehren? Spittler, Basel 1889.
- Tropfen. Geschichten für große und kleine Kinder. Spittler, Basel 1890.
- Auf Umwegen zum Ziel. Erlebnisse eines Dienstmädchens. Spittler, Basel 1891.
- Zum Sonnabend. Erlebtes und Erzähltes. Spittler, Basel 1891.
- Kampf überall. Acht Erzählungen fürs Volk. Steinkopf, Stuttgart 1893.
- Wegwarten. Bilder aus dem Leben. R. Reich, Basel 1902.
- Zeitlosen. Erzählungen und Skizzen aus dem Leben. Helbing & Lichtenhahn, Basel 1905.
- Von edlen Frauen. 6 Biographien für die reifere Jugend. Reinhard, Basel 1907.
- Frauenwege und Frauenziele. Ein Buch für Frauen. Bischof & Klein, Lengerich 1909.
- Unsere Zeit und die Frau. Reinhard, Basel 1915.
- Marie Rüetschi-Bitzius. Ein Lebensbild. Basel/Leopoldshöhe [ohne Jahr].
- Emmy Oeser, Salomon Schlatter (Hrsg.): Briefwechsel zwischen Hermann Oeser und Dora Schlatter. Mit Einleitung von Paul Jaeger. Verlag Eugen Salzer, Heilbronn 1920.
- Ein Diener seines Meisters. Aus dem Leben des Stephan Schlatter. Buchhandlung der Evang. Gesellschaft, St. Gallen 1922.